# Đạ Lây
Đạ Lây là một xã thuộc huyện Đạ Huoai, tỉnh Lâm Đồng, Việt Nam.

## Địa lý
Xã Đạ Lây có vị trí địa lý:
- Phía đông giáp xã An Nhơn
- Phía tây giáp xã Quảng Ngãi
- Phía nam giáp tỉnh Đồng Nai
- Phía bắc giáp xã Nam Ninh.

Xã Đạ Lây có diện tích 51,99 km², dân số năm 2022 là 6.389 người, mật độ dân số đạt 122 người/km².

## Hành chính
Xã Đạ Lây được chia thành 9 thôn: Hương Thanh, Hương Thuận, Hương Vân, Lộc Hòa, Phú Bình, Phú Thành, Sơn Thủy, Thuận Lộc, Vĩnh Phước.

## Lịch sử
Ngày 6 tháng 6 năm 1986, Hội đồng Bộ trưởng ban hành Quyết định số 67-HĐBT về việc chia xã Đạ Lây thuộc huyện Đạ Huoai thành xã Đạ Lây và xã Hương Lâm.
Ngày 6 tháng 6 năm 1986, Hội đồng Bộ trưởng ban hành Quyết định số 68-HĐBT về việc chuyển các xã Đạ Lây và Hương Lâm thuộc huyện Đạ Huoai về huyện Đạ Tẻh mới thành lập quản lý.
Trước khi sáp nhập, xã Đạ Lây có diện tích 28,63 km², dân số là 3.273 người, mật độ dân số đạt 114 người/km². Xã Hương Lâm có diện tích 23,38 km², dân số là 2.009 người, mật độ dân số đạt 86 người/km².
Ngày 17 tháng 12 năm 2019, Ủy ban Thường vụ Quốc hội ban hành Nghị quyết số 833/NQ-UBTVQH14 về việc sắp xếp các đơn vị hành chính cấp xã thuộc tỉnh Lâm Đồng (nghị quyết có hiệu lực từ ngày 1 tháng 1 năm 2020) về việc sáp nhập toàn bộ diện tích và dân số của xã Hương Lâm vào xã Đạ Lây.
Sau khi sáp nhập, xã Đạ Lây có 52,01 km² diện tích tự nhiên và quy mô dân số 5.282 người.
Ngày 21 tháng 1 năm 2020, HĐND tỉnh Lâm Đồng ban hành Nghị quyết số 166/NQ-HĐND về việc:
- Thành lập thôn Hương Thuận trên cơ sở thôn Hương Bình 2 và thôn Thuận Hà.
- Thành lập thôn Vĩnh Phước trên cơ sở thôn Phước Lợi, thôn Thanh Phước và thôn Vĩnh Thủy.
- Thành lập thôn Phú Bình trên cơ sở thôn Liêm Phú và thôn Hương Bình 1.
- Thành lập thôn Phú Thành trên cơ sở thôn Hương Thành và thôn Hương Phú.
- Thành lập thôn Hương Vân trên cơ sở thôn Hương Vân 1 và thôn Hương Vân 2.
- Thành lập thôn Sơn Thủy trên cơ sở thôn Hương Thủy và thôn Hương Sơn.

Ngày 24 tháng 10 năm 2024, Ủy ban Thường vụ Quốc hội ban hành Nghị quyết số 1245/NQ-UBTVQH15 về việc sắp xếp đơn vị hành chính cấp huyện, cấp xã của tỉnh Lâm Đồng giai đoạn 2023 – 2025 (nghị quyết có hiệu lực từ ngày 1 tháng 12 năm 2024). Theo đó, sáp nhập xã Đạ Lây thuộc huyện Đạ Tẻh vào huyện Đa Huoai.